# Белорецк (аэропорт)
Белорецк — бывший аэропорт одноимённого города в Башкортостане.

## История
Основан в 1972 году. С момента своего открытия, аэропорт принимал большие самолёты на «грунтовку». Бетонная взлётно-посадочная полоса была построена в 1979 году, её длина составляла 1600 метров, а ширина — 40 метров.
Аэропорт относился к 3 классу, был способен принимать самолёты Ан-24 и все более лёгкие, а также вертолёты всех типов.
Аэропорт ежедневно принимал рейсы из Москвы, Екатеринбурга, Уфы, Адлера и Оренбурга, а также рейсы лесоохранной и санитарной авиации. Последний рейс выполнялся в Уфу, после этого дежурили только наземные службы. В последующие несколько лет в аэропорт приземлялись вертолёты специализированных организаций.
Аэропорт не эксплуатируется (заброшен в начале 2000-х годов), но там продолжают взлетать и садиться самолёты. В основном это лёгкомоторная авиация, участвующая в городских праздниках, соревнованиях, авиашоу и летательные аппараты, которые жители Белорецка могут видеть в небе над городом. Периодически на территории бывшего аэропорта проводятся автогонки (дрэг-рейсинг, соревнования по дрифту), а также обучение вождению автомобиля.